# Škofljica
Škofljica – wieś w Słowenii, w gminie Škofljica. W 2018 roku liczyła 2716 mieszkańców.